# アンダーライター
証券規制法上、有価証券の引受け（securities underwriting）とは、概ね、有価証券の発行・売却に際して、第三者が募残リスクを引き受ける行為をいう。これを行う者を引受人またはアンダーライター（underwriter）という。
日本の現行法上は、有価証券の募集もしくは売出しまたは私募もしくは特定投資家向け売付け勧誘等に際し、以下のいずれかを行うことをいう（金融商品取引法第2条第8項6号）。
- 当該有価証券を取得させることを目的として当該有価証券の全部または一部を取得すること。（買取引受け）
- 当該有価証券の全部または一部につき他にこれを取得する者がない場合にその残部を取得することを内容とする契約をすること。（残額引受け）
- 当該有価証券が新株予約権証券（新株予約権付社債券、外国の者の発行する証券または証書で新株予約権証券または新株予約権付社債券の性質を有するもの、新投資口予約権証券および外国投資証券で新投資口予約権証券に類する証券を含む。以下この号において同じ。）である場合において、当該新株予約権証券を取得した者が当該新株予約権証券の全部又は一部につき新株予約権（外国の者に対する権利で新株予約権の性質を有するもの、新投資口予約権、外国投資法人に対する権利で新投資口予約権の性質を有するものを含む。以下この号において同じ。）を行使しないときに当該行使しない新株予約権に係る新株予約権証券を取得して自己又は第三者が当該新株予約権を行使することを内容とする契約をすること。 （ライツ・オファリングに伴う引受け）

発行者・所有者から直接に引き受ける元引受けと他の引受人から引き受ける下引受けに分類される。
引受業務を行うことができるのは、金融商品取引業者（第一種金融商品取引業を行う者に限る。）または登録金融機関（公共債などに限る。）に限られている。